# Ion Bogdan
Ion Bogdan (Bucureşti, 6 de març de 1915 - 10 de juliol de 1992) fou un futbolista romanès de les dècades de 1930 i 1940 i entrenador.
Disputà 12 partits amb la selecció de futbol de Romania, amb la qual participà en el Mundial de 1938. Pel que fa a clubs, defensà els colors del Unirea Tricolor Bucureşti, CFR Bucureşti, Red Star Paris, MTK Budapest, i AS Bari de la Serie A.

## Palmarès
Futbolista
- Copa romanesa:
  - 1937, 1938, 1939, 1940, 1941, 1942 (Rapid Bucarest)
- Màxim golejador de la lliga romanesa de futbol:
  - 1940-41

Entrenador
- Lliga libanesa:
  - 1966-67 (Al-Shabiba Mazraa)
  - 1969-70 (Racing Beirut)